# Terrades
Terrades település Spanyolországban, Girona tartományban. Terrades Darnius, Boadella i les Escaules, Llers, Vilanant, Cistella, Cabanelles és Sant Llorenç de la Muga községekkel határos. Lakosainak száma 345 fő (2024).

## Népesség
A település népessége az elmúlt években az alábbi módon változott:
| Lakosok száma | 187  | 705  | 515  | 376  | 191  | 167  | 301  | 288  | 329  | 345  |
|               | 1717 | 1887 | 1936 | 1960 | 1986 | 2004 | 2009 | 2014 | 2019 | 2024 |